# Priazóvskaya
Priazóvskaya (del ruso: Приазовская) es una stanitsa del raión de Primorsko-Ajtarsk del krai de Krasnodar en el sur de Rusia. Está situada a orillas del río Kirpili 40 km al este de Primorsko-Ajtarsk y 94 km al noroeste de Krasnodar, la capital del krai. Tenía 1 701 habitantes en 2010.
Es cabeza del municipio Priazóvskoye, al que pertenecen las localidades de Prigoródnoye, Maksima Gorkogo y Tsentralni.

## Transporte
Cuenta con una estación en la línea Timashovsk-Primorsko Ajtarsk.